# Bals de Paris
 (janvier 2014).
Si vous disposez d'ouvrages ou d'articles de référence ou si vous connaissez des sites web de qualité traitant du thème abordé ici, merci de compléter l'article en donnant les références utiles à sa vérifiabilité et en les liant à la section « Notes et références ».

Le bal de l'Opéra, en 1873, vu par Édouard Manet.

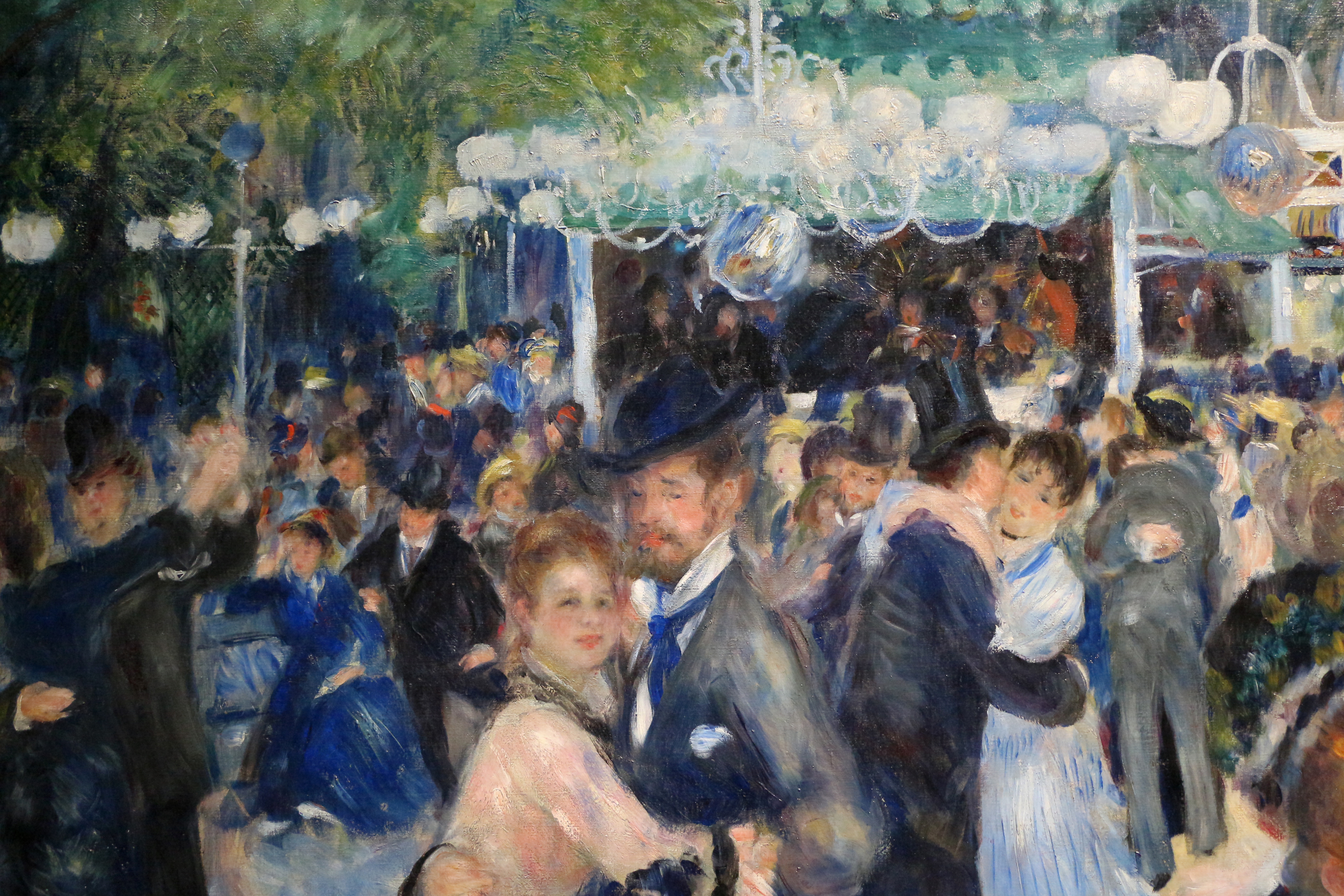
Le bal du moulin de la Galette, en 1876, par Auguste Renoir.

Des bals sont donnés à Paris depuis le Moyen Âge, et ont longtemps été l'apanage de l'aristocratie, avant que cette pratique ne s'étende à l'ensemble des Parisiens à partir du XVIIIe siècle.
À l'époque moderne, les bals publics débutent officiellement le 31 décembre 1715, lorsque le Régent créa le bal de l'Opéra. De nombreux théâtres ouvrirent pour danser au XVIIIe siècle (Comédie-Française, Opéra-Comique, Comédie-Italienne). Sous la Révolution française, la liesse multiplia les bals publics. En 1790, il y avait environ quatre cents bals à Paris.
Par ailleurs, les XVIIIe et XIXe siècles virent se multiplier les bals privés, donnés dans les hôtels particuliers de l'aristocratie ou de la bourgeoisie. Sous les différents régimes politiques, le pouvoir français organise également des bals. Sous le Second Empire, Napoléon III fait donner des bals particulièrement importants et fastueux.
Après un déclin au XXe siècle, la capitale française voit de nouveaux bals se créer, et compte toujours plusieurs bals populaires, principalement donnés lors de la fête du 14 juillet. Paris est aussi le lieu de plusieurs événements formels d'importance, comme le Bal de l'X, le Bal des Débutantes ou le Bal des Parisiennes.

## Historique

### Avant leXVIIIesiècle
Au Moyen Âge et durant toute la période de l'Ancien Régime, des bals sont organisés à Paris par le pouvoir royal dans ses différentes résidences, comme au Palais de la Cité ou au Palais du Louvre. C’est à l'hôtel Saint-Pol que l’un de ces bals tourne au drame à cause d’un incendie mortel où le roi Charles VI lui-même faillit périr ; l’événement passe à la postérité sous le nom de Bal des ardents.

### Depuis leXVIIIesiècle

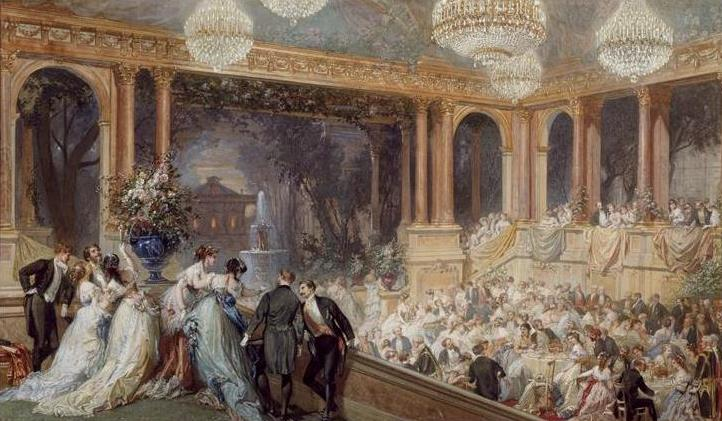
Un soir de bal au Palais des Tuileries, sous le Second Empire.

#### Les bals privés ou sur invitation officielle
De nombreux bals privés sont donnés au XVIIIe et XIXe siècles dans les hôtels particuliers de l'aristocratie ou de la bourgeoisie.
Sous le Second Empire, Napoléon III fait donner de grandes fêtes impériales, notamment au Palais des Tuileries, atteignant jusqu'à 4000 convives.

#### Les bals publics
Créé le 31 décembre 1715 par le Régent, le Bal de l'Opéra est le premier bal public officiel en France. Il deviendra le plus fameux de tous les bals du Carnaval de Paris.
Le Directoire vit le succès des jardins de Tivoli (1730-1842), des Folies de Chartres au parc Monceau, du jardin Biron, du bal de l'Élysée (1797) ouvert dans le jardin Bourbon (où l'on dansait la « walse » venue d'Allemagne), du pavillon de Hanovre, du bal de l'Idalie (1787-1820, rue Marbeuf), tous situés sur la Rive droite.
Le bal de la Grande Chaumière (1788-1853) s'établit au sud de la ville, sur les boulevards du Midi à proximité de la barrière du Montparnasse.
Sous la Restauration, on danse encore plus que sous le Premier Empire et les bals sont la grande distraction du soir. Le bal[Lequel ?] commence à 20 h 30 ou 21 h et se poursuit jusqu’à 4 h du matin[réf. nécessaire].
- Le Prado d'hiver (1810-1858) est installé dans l'île de la Cité au-dessus des sombres passages du Prado et de Flore, disposées en croix et donnant respectivement sur la rue de la Barillerie (boulevard du Palais) et le quai Napoléon (anciennement quai aux Fleurs, quai de la Cité en 1816, quai de la Corse depuis 1929). La salle de bal occupe l'ancienne salle de spectacles du théâtre de la Cité profondément remaniée. Elle est fréquentée par des étudiants et des « grisettes affranchies ». L'établissement a assez mauvaise réputation. Le Prado d'hiver et les deux passages sont démantelés en 1858[5] pour dégager l'emprise nécessaire à la prolongation du boulevard de Sébastopol (partie renommée boulevard du Palais en 1864) et à la construction du tribunal de commerce (1860-1865)[6].
- Le bal de la Chartreuse (1838[7]-1847), carrefour de l'Observatoire du côté de la rue d'Enfer (rive gauche), entre la pépinière de l'ancien enclos des Chartreux — dont ce bal tire son nom — et l'ancienne abbaye de Port-Royal (de Paris), est fréquenté majoritairement par des étudiants du quartier latin (voir bal Bullier).

Au milieu du XIXe siècle, c’est au bal Mabille (ouvert en 1831, avenue Montaigne), que Chicard introduisit le cancan, entre 1840 et 1875, alors que Rigolboche et Céleste Mogador s’y produisaient.
- Le Bal Valentino (?-1890) partage, à ses débuts, la salle de concert dite salle Saint Honoré avec le chef d'orchestre et violoniste Valentino (1785-1865) qui se retire rapidement, laissant son nom au bal.
- Le bal de la Closerie des Lilas, mieux connu sous le nom Bal Bullier[8] (1847-1907), carrefour de l'Observatoire, remplace le bal de la Chartreuse. Les propriétaires finiront par abandonner le nom de Closerie des Lilas au bénéfice d'un restaurateur établi de l'autre côté du carrefour (actuelle brasserie La Closerie des Lilas qui ne doit pas être confondu avec l'ancien bal). Le Bal Bullier fut le plus grand bal de Paris[réf. nécessaire]. Le vieux quadrille, danse collective, a disparu et l'on y danse polkas, valses et mazurkas.

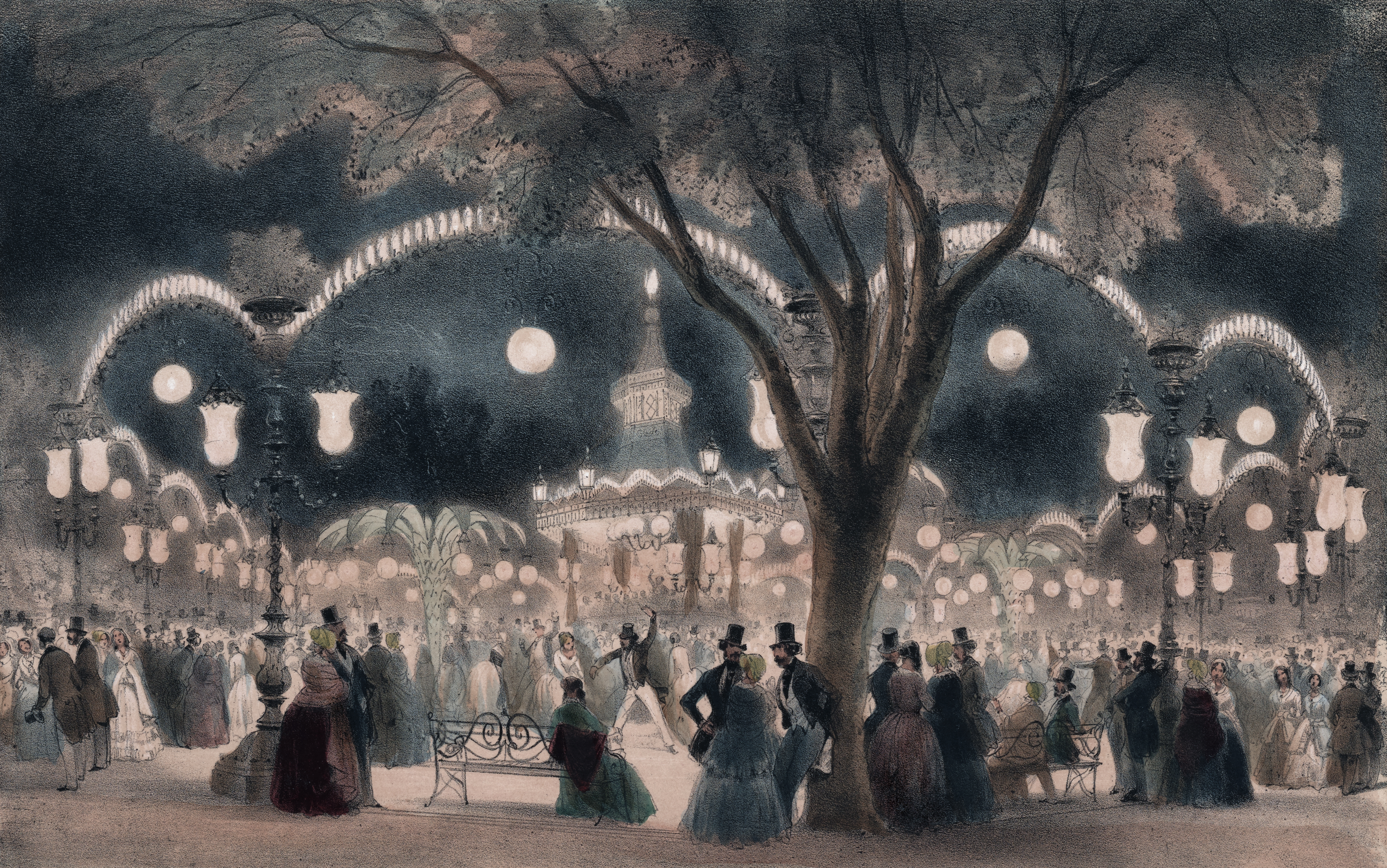
Le jardin du Bal Mabille
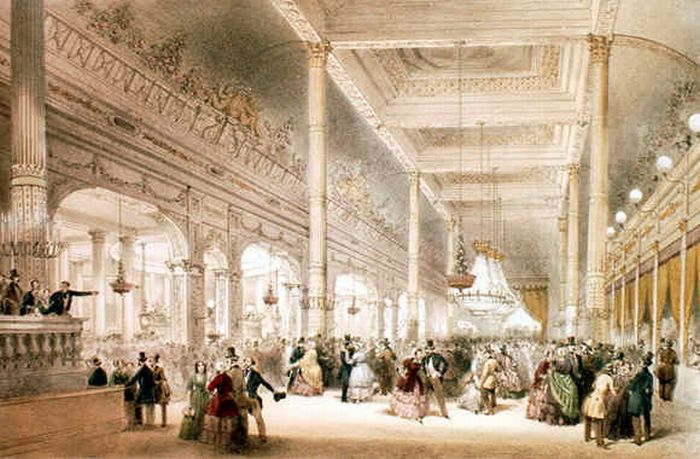
La salle du Bal Valentino
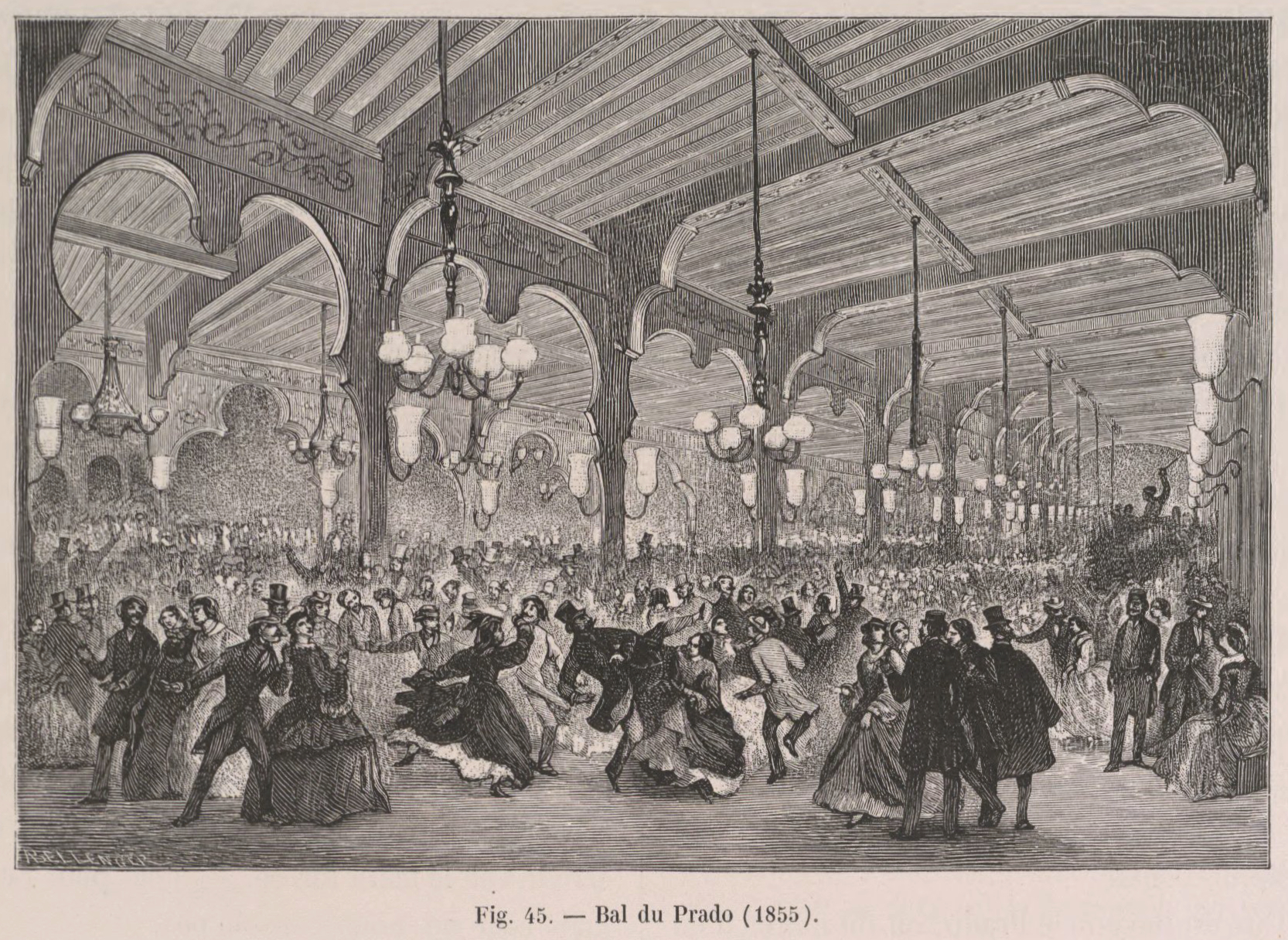
Le Prado d'hiver en 1855

Sous le Second Empire, on danse beaucoup dans les salons mais aussi en public et le bal de l’Opéra atteint son apogée ; à la même époque apparurent notamment :
- le Moulin-Rouge qui anime Pigalle et Montmartre et où, à son ouverture, on dansait le « chahut » ;
- le Tabarin à Montmartre.

À la fin du siècle, aux succès du Moulin-Rouge, du Tabarin, du Moulin de la Galette, s'ajoutent ceux des bals de la rue de Lappe. Sans oublier les innombrables bistros où en dansait en poussant les tables, après le repas, spécialement chez les « Bougnats » dans les arrière-salles des « cafés-charbon ». Ces bals auvergnats s'appelleront vite « bals à la musette » (la musette ou cabrette est le nom de la cornemuse auvergnate), puis tout simplement « musettes ».
Au début du XXe siècle, l'accordéon (qu'il soit chromatique ou diatonique) remplace la cabrette et s'installe dans les bals musette. La valse lente et la java supplantent la bourrée.

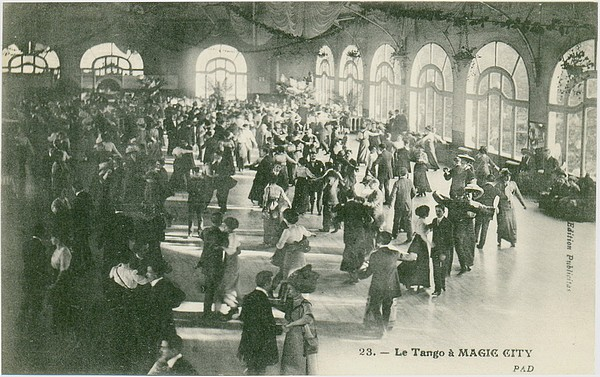
Danseurs de tango dans la grande salle de bal de Magic City, vers 1910
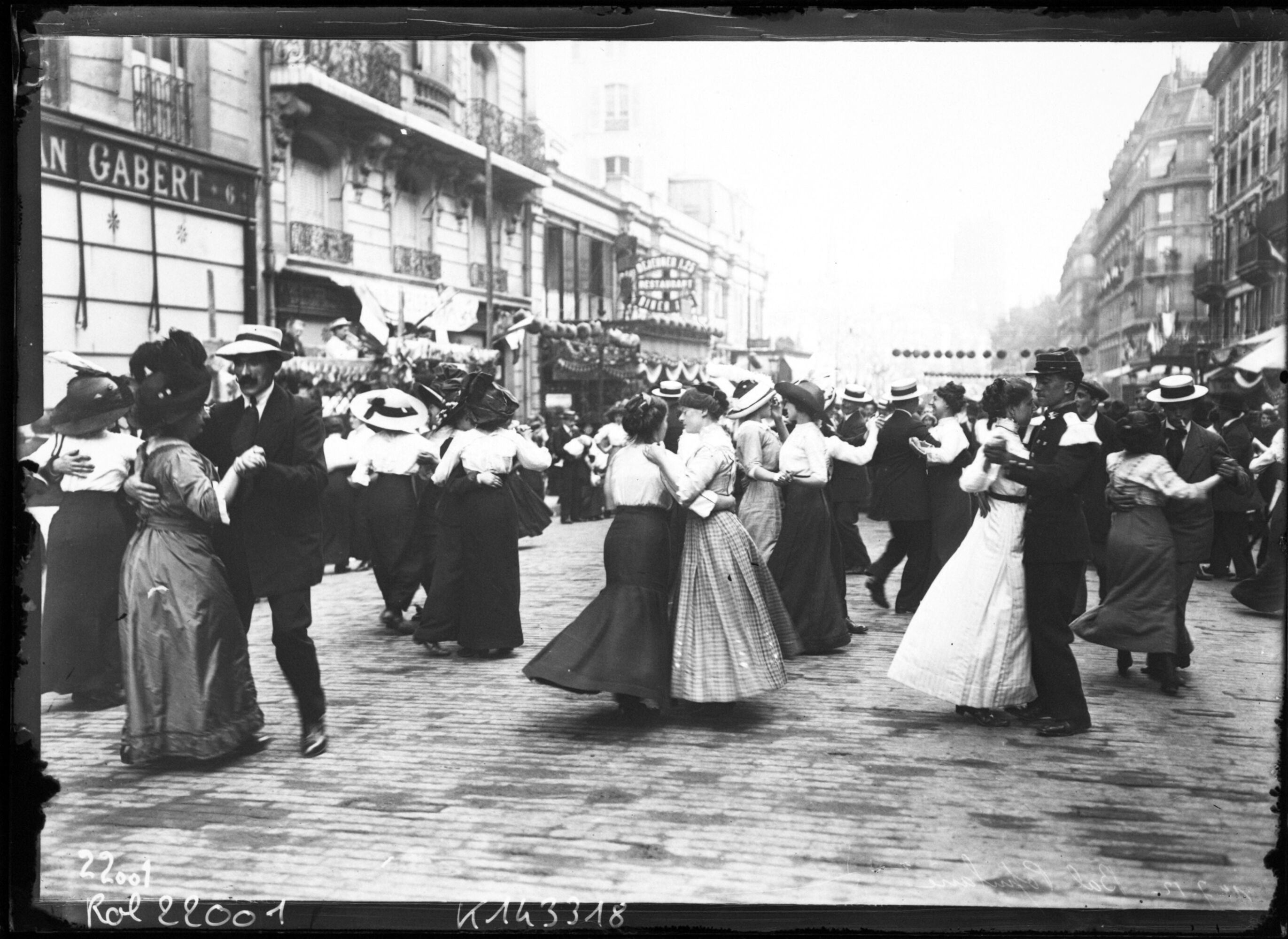
Bal populaire du 14 juillet, rue du Renard, en 1912.

Lors de la Première Guerre mondiale, les bals sont fermés sur ordre du préfet de la Seine. Mais de nombreux bals clandestins très profitables se développent. Les maisons closes conservent également un piano au rez-de-chaussée pour animer la soirée et inciter les clients à monter.
Les années 1920 à 1940 furent une période faste pour le musette : Paris compte plus de trois cents bals, auxquels il faut ajouter les dancings, les guinguettes et les bals parquets de banlieue et de province. Là, valse chaloupée et java, nos danses « nationales », durent céder la place à leurs petites sœurs d'Amérique :
- boston, charleston, one-step ;
- tango, paso doble, rumba, samba...

Lors de la Seconde Guerre mondiale, les bals sont fermés sur ordre du Préfet de la Seine. À la Libération, où l'on danse dans les rues, les bals retrouvent une glorieuse décennie. Et si l’on va danser quai de Grenelle (au Bal de la Marine très mal famé), au bal Nègre rue Blomet ou à la Bastille, rue de Lappe (avec les fameux Balajo et bal Bousca), on y va aussi pour « s’encanailler ».
Les bals doivent peu à peu céder la place aux surboums et autres surprises-parties, mais surtout aux dancings, night-clubs et autres boîtes de nuit, notamment à cause de la pression immobilière omniprésente. Peu subsisteront au-delà de cette décennie.

#### La clientèle des bals publics
- Pour les hommes : des apaches, des soldats en permission, des gens de maison ; en fin de semaine : des artisans et ouvriers, des étudiants en goguette.
- Pour les femmes : des midinettes, des blanchisseuses, des gens de maison, des « gigolettes », des « lorettes » (courtisanes, grisettes, du nom du quartier de l’église Notre-Dame-de-Lorette) en goguette et, en fin de semaine, des ouvrières.
- Sans compter les « bons bourgeois » qui venaient s’encanailler.

### Différents types de bals
- Les bals masqués et les bals travestis (publics ou privés), particulièrement nombreux durant la période du carnaval, qui durait jadis à Paris depuis le 11 novembre jusqu'aux Jours Gras (le dernier étant Mardi gras), avec une reprise au moment de la Mi-Carême (voir : Bals du Carnaval de Paris).
- Les bals par profession (bals des pompiers, d'artisans).
- Les bals des grandes écoles ou universités parisiennes : plusieurs grandes écoles ou universités créent leur bal annuel au cours du XIXe siècle, notamment l'École polytechnique, avec le Bal de l'X , et ceux des Arts et Métiers, avec le Grand Gala national des arts et métiers  et le Grand Gala de Cluny, qui perdurent encore aujourd'hui. Il y a aussi le Bal de l'Internat, bal des internes en médecine, et le Bal des 4'zarts, le bal des étudiants des Beaux-Arts (créé en 1892 à l'initiative de Henri Guillaume, Grand Massier de l'École, sa dernière édition eut lieu en 1966). Ces deux derniers étaient certainement les plus sulfureux de Paris.
- Le Bal de la Sainte-Catherine, donné lors de la fête de la Sainte-Catherine ; les femmes célibataires âgées de vingt-cinq ans et plus, les « catherinettes », espéraient y trouver un mari.
- Le Bal des conscrits, en l'honneur des jeunes hommes appelés au service national.
- Le Bal des débutantes : inspiré de la tradition britannique, il est créé en France en 1957 par la maison de couture Jean Patou et le danseur Jacques Chazot[9], et s'est notamment déroulé à l'Opéra Garnier. Après une interruption en 1973, le bal est recréé en 1992 par Ophélie Renouard : le Bal des Débutantes de Paris se tient chaque année depuis dans différents lieux de la capitale.

## AuXXIesiècle
La capitale française compte actuellement plusieurs bals de prestige notoires, comme le Bal de l'X, le Bal des Débutantes ou le Bal des Parisiennes.
Paris compte également plusieurs bals populaires, comme ceux du 14 juillet, dont le Bal des pompiers (le plus important des bals de pompiers en France), ainsi que des bals musettes donnés régulièrement dans certains quartiers.